# Royal Society of Edinburgh

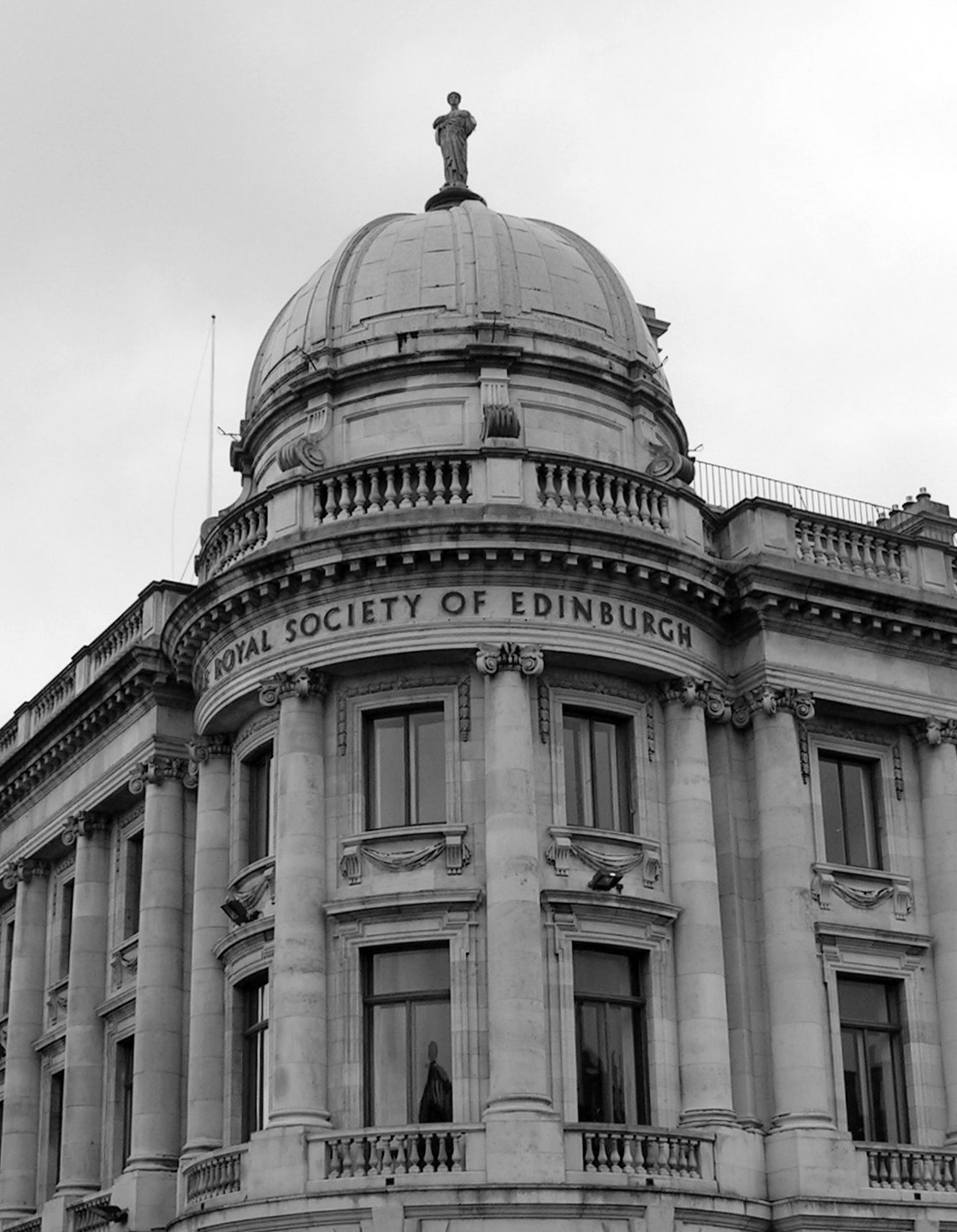
Royal Societys of Edinburgh byggnad.

Royal Society of Edinburgh är Skottlands nationella vetenskapsakademi. Antalet ledamöter är begränsat till 1 400. Ledamotskap berättigar i Storbritannien till postnominalerna FRSE (Fellow of the Royal Society of Edinburgh).
Royal Society of Edinburgh grundades 1783. År 1785 utkom det första bandet av Transactions of the Royal Society of Edinburgh, i vilket bland annat James Huttons Theory of the Earth publicerades. År 1832 påbörjades utgivningen av Proceedings of the Royal Society of Edinburgh. Det lärda sällskapet delar ut ett antal priser, exempelvis Keithmedaljen.

## Publikationer
- Earth and Environmental Science Transactions of the Royal Society of Edinburgh (till 1980 under titeln Transactions of the Royal Society of Edinburgh: Earth Sciences)
- Proceedings of the Royal Society of Edinburgh A: Mathematics
- Proceedings of the Royal Society of Edinburgh B: Biological Sciences (till 1996)
- Royal Society of Edinburgh Directory
- Royal Society of Edinburgh Review

## Presidenter
- 1783–1812: Henry Scott, 3:e hertig av Buccleuch
- 1812–1820: Sir James Hall
- 1820–1832: Sir Walter Scott
- 1832–1860: Sir Thomas Makdougall Brisbane
- 1860–1864: George Campbell, 8:e hertig av Argyll
- 1864–1868: Sir David Brewster
- 1869–1873: Sir Robert Christison
- 1873–1878: Sir William Thomson
- 1878–1879: Philip Kelland
- 1879–1884: Lord Moncreiff av Tullibole
- 1884–1885: Thomas Stevenson
- 1886–1890: Sir William Thomson
- 1890–1895: Sir Andrew Douglas Maclagan
- 1895–1907: Lord Kelvin
- 1908–1913: Sir William Turner
- 1913–1915: James Geikie
- 1915–1919: John Horne
- 1919–1924: Frederick Orpen Bower
- 1924–1929: Sir James Alfred Ewing
- 1929–1934: Sir Edward Albert Sharpey–Schafer
- 1934–1939: Sir D'Arcy Wentworth Thompson
- 1939–1944: Sir Edmund Whittaker
- 1944–1949: Sir William Wright Smith
- 1949–1954: James Kendall
- 1954–1958: James Ritchie
- 1958–1959: James Norman Davidson
- 1959–1964: Sir Edmund Hirst
- 1964–1967: James Norman Davidson
- 1967–1970: Norman Feather
- 1970–1973: Sir Maurice Yonge
- 1973–1976: John Cameron, lord Cameron
- 1976–1979: Robert Allan Smith
- 1979–1982: Sir Kenneth Lyon Blaxter
- 1982–1985: Sir John Atwell
- 1985–1988: Sir Alwyn Williams
- 1988–1991: Charles Kemball
- 1991–1993: Sir Alastair Currie
- 1993–1996: Thomas L. Johnston
- 1996–1999: Malcolm Jeeves
- 1999–2002: Sir William Stewart
- 2002–2005: Stewart Sutherland, baron Sutherland av Houndwood
- 2005–2008: Sir Michael Atiyah
- 2008–2011: David Wilson, baron Wilson av Tillyorn
- 2011–2014: John Arbuthnott
- 2014–2017: Dame Jocelyn Bell